# ونوم اسنیک
ونوم اسنیک (ژاپنی: ヴェノム·スネーク هپبورن: Venomu Sunēku) همچنین به با نام اسنیک مجازات شده (パニッシュド·スネーク، Panishudo Sunēku ) شناخته می‌شود، یک شخصیت خیالی از مجموعه بازی‌های متال گیر ساخته شرکت کونامی است. وی توسط هیدئو کوجیما خلق و به‌وسیلهٔ یوجی شینکاوا طراحی شده است. او شخصیت اصلی بازی متال گیر سالید ۵: فانتوم پین در سال ۲۰۱۵ است. شخصیت وی در نسخه ژاپنی توسط آکیو اوتسوکا و در نسخه انگلیسی توسط کیفر ساترلند صداپیشگی و حرکت برداری شده‌است.
ونوم اسنیک رهبر یک واحد مزدور است که پس از بیدار شدن از کمای نه ساله در حادثه‌ای که منجر به از دست دادن بازوی چپ وی و چشم راست وی شد به میدان جنگ باز می‌گردد. در حالی که در ابتدا او به عنوان شخصیت مشهور سری متال گیر یعنی بیگ باس معرفی می‌شد، به تدریج در طول داستان نکاتی از هویت واقعی او آشکار می‌شود. سرانجام مشخص می‌شود که وی در واقع یک پزشک نظامی بوده است که تحت بازسازی صورت و شستشوی مغزی سابلیمینال قرار گرفت تا به عنوان بدل بیگ باس خدمت کند. ونوم اسنیک کسی است که در پایان نسخه اول متال گیر ۱۹۸۷ توسط سالید اسنیک کشته شده می‌شود. شخصیت و نقش ونوم اسنیک در فانتوم پین نظرات مختلفی را از منتقدان دریافت کرد.

## ظاهر

### متال گیر سالید V
ونوم اسنیک حضوری کوتاه در بازی متال گیر سالید: گراند زیروز به عنوان یک پزشک رزمی ناشناس داشت و بعداً در متال گیر سالید ۵: فانتوم پین به عنوان شخصیت اصلی که به نام اسنیک مجازات شده شناخته می‌شود (パ ニ ッ ュ ドanishス ネ ー ク، Panishudo Sunēku ). او (که هنگام حضور در صفحه چهره وی تا حدی پنهان است) توسط نیروهای خصوصی جنگجویان بدون مرز بیگ باس به استخدام شده است. وی در سال ۱۹۷۵ در هلیکوپتری به همراه چیکو و پاز و بیگ باس قرار دارد که از یک مرکز زندان نیروی دریایی ایالات متحده در کوبا در حال فرار هستند، که هلیکوپتر آن ها مورد هدف قرار می‌گیرد، و در نتیجه هلیکوپتر آن‌ها سقوط می‌کند. پزشک از بیگ باس در برابر انفجار محافظت می‌کند و هر دو از سقوط جان سالم به در می‌برند، اما در نهایت پزشک بازوی چپ خود را از دست می‌دهد در حالی که استخوان ها و دندان خورد شده و یک قطعه بزرگ ترکش در قشر مغز او قرار می‌گیرد. هم بیگ باس و هم پزشک برای نه سال آینده به کما می‌روند. در طی کما، پزشک به بیمارستانی در قبرس منتقل می‌شود و درآنجا تحت شستشوی مغزی ناخودآگاه و بازسازی صورت توسط زیرو قرار می‌گیرد تا افکار و خاطرات بیگ باس را به او منتقل کنند.
پس از بیدار شدن، اسنیک در پی حمله نیروی حمله XOF از بیمارستان فرار می‌کند و توسط آسلات نجات می‌یابد. مدتی زمان می گذرد تا او واحدی جدید با نام دایموند داگز را در سال ۱۹۸۴ در نزدیکی جزیره سیشل به‌وجود می آورد.پس از آن اسنیک درگیر در یک سری از ماموریت‌ها در افغانستان و آفریقای مرکزی می‌شود.

### کتابشناسی
- Metal Gear Solid V: The Phantom Pain - The Complete Official Guide (Collector's ed.). Piggyback Interactive Limited. 2015-09-01. ISBN 978-1-908172-76-1.